# San Juan de Abajo, Guanajuato
San Juan de Abajo är en ort i Mexiko.   Den ligger i kommunen Dolores Hidalgo och delstaten Guanajuato, i den centrala delen av landet, 270 km nordväst om huvudstaden Mexico City. San Juan de Abajo ligger 1 939 meter över havet och antalet invånare är 195.
Terrängen runt San Juan de Abajo är huvudsakligen platt, men västerut är den kuperad. Runt San Juan de Abajo är det ganska tätbefolkat, med 96 invånare per kvadratkilometer. Närmaste större samhälle är Dolores Hidalgo, 3,1 km norr om San Juan de Abajo. Trakten runt San Juan de Abajo består i huvudsak av gräsmarker.